# 海伦·瑞迪
海伦·玛克辛·瑞迪（Helen Maxine Reddy，1941年10月25日—2020年9月29日）是一名澳大利亚-美国女歌手。她出生于墨尔本的一个演艺家庭，四岁就开始登台，后来转而前往美国发展，1968年在洛杉矶发布首张单曲《One Way Ticket》，1971年被国会唱片签下。
她在1970年代成为国际歌星，共有15首单曲登上告示牌百强单曲榜前40名，其中六首进入前十名，三首（包括成名曲《我是女人》）夺冠。1974年，她获得了美国音乐奖最受欢迎流行/摇滚女歌手奖。她还是第一个在美国主持黄金时段综艺节目的澳大利亚人。
她在录制专辑《Center Stage》之后于2002年引退，回到澳大利亚读大学，成为了一名催眠治疗家。但2011年，她又重返歌坛。2011年，《告示牌》将她评为最伟大的当代艺术家之一（第28名）。2013年，《芝加哥论坛报》称她为“70年代流行乐女王”（Queen of '70s Pop）。她的《我是女人》对流行文化和第二波女权运动都造成了深远的影响，使得她本人也成为了女权运动的标志。

## 电影
| 电影 | 电影             | 电影                    | 电影 |
| 年份 | 名称             | 角色                    | 注释 |
| ---- | ---------------- | ----------------------- | ---- |
| 1974 | 《国际机场1975》 | Sister Ruth             |      |
| 1977 | 《彼得的龙》     | Nora                    |      |
| 1978 | 《光芒万丈》     | Our Guests at Heartland |      |
| 1987 | 《捣蛋肥仔》     | Happy Socialite         |      |
| 2010 | 《完美主人》     | Cathy Knight            |      |

她自己的传记电影《我是女人》在2019年上映，她由蒂尔达·格哈姆-哈维扮演。